# 万俟卨
俟卨（1083年—1157年5月6日），複姓万俟，字元忠，一作元中，開封府陽武（今河南原陽）人。宋代宰相。

## 生平简介
宋徽宗政和二年（1112年）試太學上舍，中乙科。调恩州司法參軍事，未赴，授相州州學教授，代还，授颍昌府府学教授，后改宣教郎，授太学录。建炎二年（1128年）正月，除樞密院編修官。后迁比部司員外郎，请宫祠，主管亳州明道宫，避居沅湘間。紹興元年初，主管荊湖西路安撫使司公事程昌寓以便宜檄卨權沅州事。
紹興元年（1131年）七月，武功大夫、榮州團練使、知郢州事曹成兵掠荊湖西路，犯沅州，軍至城下，城小而惡，卨召土豪集壯丁守城，曹成糧盡引兵而去。四年（1134年）四月，以左朝请郎任荆湖北路转运司判官，七年（1137年）四月，以左朝散大夫為荆湖北路提點刑獄公事。十年（1140年）六月，为荆湖南路转运司判官，依附秦檜，为監察御史。九月，任右正言。十一年（1141年）四月，任右谏议大夫。十一月，為御史中丞。
万俟卨未發跡時，岳飛曾鄙視万俟卨，二人有過節。十一年（1141年）七月，上言弹劾岳飛“伏見樞密副使岳飛爵高祿厚，誌滿意得，平昔功名之念日以頹墮。今春敵寇大入，疆場騷然，陛下趣飛出師以為犄角，璽書絡繹，使者相繼於道，而乃稽違詔旨，不以時發，久之壹至舒、蘄，忽卒復還。比與同列按兵淮上，公對將佐謂山陽為不可守，沮喪士氣，動搖民心。伏望免飛副樞職事，出之於外，以伸邦憲”。十二月，上言“岳飛坐嘗自言己與太祖俱以三十歲除節度使為指斥乘輿，情理切害；金兵犯淮西，前後受親劄十三次，不即策應，為擁兵逗遛，當斬；閬州觀察使、禦前前軍統制、權副都統張憲坐收飛雲書，謀以襄陽叛，當絞；飛長子左武大夫、忠州防禦使、提舉醴泉觀雲坐與憲書稱，可與得心腹兵官商議為傳報朝廷機密事，當追壹官罰金”，最後岳飛被宋高宗下詔處死。
十二年（1142年）三月，兼侍读。六月，為攢宮按行使。八月，为参知政事，充大金报谢使。十一月，進秩二等。又與秦檜爭權，被罷黜，十四年（1144年）二月，御史中丞李文會、右諫議大夫詹大方奏其“黷貨營私，窺搖國是”，卨上章求去，高宗命以資政殿學士出守，秦檜大怒，給事中楊愿封還詔書，歷數其罪，以原官提举江州太平宫。六月，降左中大夫，归州居住。二十年（1150年）八月，移沅州。二十五年（1155年）十一月，秦檜死。十二月，任便居住，復左通奉大夫、资政殿学士、提举万寿观兼侍读，詔還朝。二十六年（1156年）三月，入對，奏五事：權臣執國命，威福之柄下移，人不知有上，故相舊弼，擯斥殆盡，讒佞欺詐之徒，造為險語，中傷善類，人不自保，道路側目，貪夫慕利，掊取無藝，公私掃地赤立，而大臣姻族之家，粟窖金穴，至不可較，軍政一壞，士不知勞，將帥豢養於富貴之樂，一旦有緩急，皆不足恃，士風不競，避讒畏譏，襲常蹈故，隨波浮沉，無致身許國之忠。高宗嘉之，拜参知政事。五月，授左宣奉大夫、拜尚书右仆射、同中书门下平章事兼提举实录院、進封“武陽郡開國侯”。十月，上《皇太后还御宫寝纂次回銮事》，除左银青光禄大夫、進封“陽武郡開國公”。是月，以星變詔求直言，張浚慮數年間勢，決求憂用兵，而吾方溺于晏安，謂金可信，蕩然莫之為備，沈該、万俟卨居相位，尤不厭天下之望、朝廷益輕。卨見書大怒，以金未有憂，而俊所奏乃若禍在年歲間，令浚永州居住。十二月，上《重修贡举敕令格式》五十卷、《看详法意》四百八十七卷，以進書恩轉左金紫光禄大夫，改封河南郡开国公，食邑四千九百户，实封一千九百户。二十七年（1157年）三月，病重，除特进、观文殿大学士致仕，制书下而卒。赠少师，赐东园秘器、水银、龙脑以敛，賻金帛六千。命入内内侍省都知卫茂实护丧事，谥号“忠靖”，录其子孙十二人为官，归葬衡州。
今岳飛墳有万俟卨的鐵鑄跪像。

## 家族
- 曾祖：万俟琰，累赠太子太保、太保
- 曾祖母：卢氏，福国夫人
- 祖：万俟敏，累赠少傅、太师
- 祖母：杨氏，卫国夫人
- 祖母：赵氏，楚国夫人、贈榮國夫人
- 父：万俟湜，以太中大夫致仕，累赠太子太師、太师
- 前母：李氏，累贈平原郡夫人、秦国夫人
- 生母：侯氏，累贈通義郡夫人、单国夫人
- 兄：万俟虎[6]
- 妻：侯氏，封同安郡夫人，赠荣国夫人
- 子：万俟夷中，右承奉郎、直秘阁
- 子：万俟致中、右承事郎、直秘阁
- 子：万俟居中
- 子：万俟有中
- 子：万俟粹中
- 女：万俟氏，适右修職郎李詡
- 女：万俟氏，适右儒林郎呉銓
- 女：万俟氏
- 女：万俟氏